# Afronycteris helios
Afronycteris helios és una espècie de ratpenat de la família dels vespertiliònids. Viu a Djibouti, Kenya, Somàlia, el Sudan del Sud, Tanzània i Uganda. No se sap amb certesa quins són els seus hàbitats naturals. Es desconeix si hi ha cap amenaça significativa per a la supervivència d'aquesta espècie.